# ナガニザ
ナガニザ （学名：Acanthurus nigrofuscus、英名：Brown surgeonfish）は、スズキ目ニザダイ亜目ニザダイ科に属する魚。

## 分布
太平洋からインド洋に広く分布する。日本では三浦半島以南の太平洋沿岸、伊豆諸島、小笠原諸島、琉球列島などに生息する。

## 生態
体長は大きい個体で20cm程度。体表は茶褐色で目立つラインはなく、頭部周辺にオレンジ色の斑点が点在する。他のニザダイの仲間と同じく尾柄に鋭いとげがあるので、素手で触れると怪我をすることがある。幼魚は青い斑点が目の周りを囲む。水深4m～15mの浅い岩礁やサンゴ礁、礁湖で群れを作る。幼魚は太平洋沿岸で季節来遊魚として見られる。主に藻類を食べる。

## 利用
食用魚として利用されるが、クロハギなどと比べると市場価値は落ちる。